# Васильев, Александр Юрьевич (медик)
Александр Юрьевич Васильев (род. 10 апреля 1962 года) — российский рентгенолог, член-корреспондент РАМН (2004), член-корреспондент РАН (2014).

## Биография
Родился 10 апреля 1962 года.
В 1985 году — окончил факультет подготовки авиационных врачей Военно-медицинской академии имени С. М. Кирова.
С 1985 по 1993 годы — работал в Центральном военном научно-исследовательском авиационном госпитале, начальник кабинета ультразвуковых исследований, начальник рентгеновского отделения.
В 1988 году — защитил кандидатскую диссертацию, тема: «Возможности рентгенографии с прямым многократным увеличением изображения в диагностике повреждений и заболеваний костей и суставов».
В 1994 году — защитил докторскую диссертацию, тема: «Возможности ультразвукового исследования с методами вычислительного анализа в клинико-лучевой диагностике заболеваний органов брюшной полости и забрюшинного пространства при врачебно-летной экспертизе».
С 1993 по 1999 годы — начальник рентгеновского Центра — главный рентгенолог ВВС.
В 1996 году — присвоено учёное звание профессора по специальности «Лучевая диагностика, лучевая терапия».
С 18 января 1999 по 1 декабря 1999 годы — заместитель начальника, а с 1 декабря 1999 года по август 2006 года — начальник Главного клинического госпиталя МВД России.
С 2002 года по 2015 год  — заведующий кафедрой лучевой диагностики Московского государственного медико-стоматологического университета. Член экспертного Совета ВАК, эксперт ВАК по лучевой диагностике.
В 2004 году — избран членом-корреспондентом РАМН по специальности «Рентгенология».
В 2014 году — стал членом-корреспондентом РАН (в рамках присоединения РАМН и РАСХН к РАН).

## Научная деятельность
Область научных интересов: лучевая диагностика боевых огнестрельных повреждений, лучевая диагностика заболеваний опорно-двигательного аппарата, лучевая диагностика в стоматологии и челюстно-лицевой хирургии, информационные системы в лучевой диагностике, управление крупными диагностическими подразделениями.
Создатель научной школы России по лучевой диагностике.
Под его руководством защищено 18 докторских и 70 кандидатских диссертаций.
Автор более 150 научных трудов, в том числе 30 монографий и руководств, 5 патентов на изобретения.

## Награды
- Орден Почёта (1998)
- Заслуженный деятель науки Российской Федерации (2004)
- Премия МВД России (2005)
- Премия Правительства Российской Федерации в области образования (в составе группы, за 2011 год) — за цикл трудов «Лучевая диагностика социально значимых заболеваний»[3]
- Медаль ордена «За заслуги перед Отечеством» 2 степени (2013)
- Знак отличия «За наставничество» (2025)[4]